# 象印ヒット作戦 1!2!3!
『象印ヒット作戦 1!2!3!』（ぞうじるしヒットさくせん ワン・ツー・スリー）は、テレビ朝日系列局で放送されていたテレビ朝日製作の音楽番組である。象印マホービンの一社提供。テレビ朝日系列局では1977年8月7日から同年12月25日まで、毎週日曜 19:30 - 20:00 （日本標準時）に放送。全21回。

## 概要
『象印スターものまね大合戦』に替わってスタートした音楽番組で、橋本てつや（後の橋本テツヤ）と小山セリノ（丹下キヨ子の実娘）が司会を務めていた。毎回3組の歌手たちが持ち歌を披露する「ホットスリー」のコーナーと、歌手たちが即興で男女のデュオを組んで歌を歌う「夢のカップルジョイントショー」のコーナーで構成されていた。
しかし、番組は5か月・21回で終了（テレビ朝日の象印一社提供番組では最も少ない）。1960年7月放送開始の『象印歌のタイトルマッチ』以来同時間帯で17年半続いた象印提供の音楽番組シリーズは、この番組の最終回をもって幕を下ろした。もっとも、その後も次番組の『象印ライバル対抗大合戦!』で「ちびっこものまね東西戦」のような音楽対抗企画は行われていた。

## 放送リスト
（参考：『朝日新聞 縮刷版』朝日新聞社、1977年8月7日 - 同年12月25日。ラジオ・テレビ欄）
| 回 | 放送日 （1977年） | 主なゲスト                                           |
| -- | ----------------- | ---------------------------------------------------- |
| 1  | 8月7日            | 五木ひろし、都はるみ、桜田淳子、清水健太郎、岩崎宏美 |
| 2  | 8月14日           | 小柳ルミ子、あおい輝彦、森昌子                       |
| 3  | 8月21日           | 由紀さおり、新沼謙治、高田みづえ                     |
| 4  | 8月28日           | 小林旭。水前寺清子                                   |
| 5  | 9月4日            | 野口五郎、ダウン・タウン・ブギウギ・バンド           |
| 6  | 9月11日           | 西城秀樹、八代亜紀                                   |
| 7  | 9月18日           | 五木ひろし、森昌子、桜田淳子                         |
| 8  | 9月25日           | 細川たかし、布施明                                   |
| 9  | 10月2日           | フォーリーブス、あおい輝彦                           |
| 10 | 10月9日           | ピンク・レディー、井上順                             |
| 11 | 10月16日          | 黒沢年男、梓みちよ                                   |
| 12 | 10月23日          | 三波春夫、森田公一とトップギャラン                   |
| 13 | 10月30日          | 殿さまキングス、石川さゆり、泉ピン子                 |
| 14 | 11月6日           | 森進一、伊東ゆかり                                   |
| 15 | 11月13日          | 北島三郎、水前寺清子                                 |
| 16 | 11月20日          | 沢田研二、水前寺清子                                 |
| 17 | 11月27日          | 八代亜紀、松崎しげる、レツゴー三匹                   |
| 18 | 12月4日           | 五木ひろし、青江三奈、高田みづえ                     |
| 19 | 12月11日          | 桜田淳子、森昌子、岡田奈々、千昌夫                   |
| 20 | 12月18日          | 野口五郎、都はるみ                                   |
| 21 | 12月25日          | 野口五郎、都はるみ                                   |

※ラスト2回は「特集！ジョイント総当たり」と銘打った、唯一の前後編。

## ネット局
- 以下、日曜 19:30 - 20:00（同時ネット）
  - テレビ朝日（制作局）
  - 北海道テレビ[1]
  - 東日本放送[2]
  - 新潟総合テレビ[3]
  - 名古屋テレビ[4]
  - 朝日放送[5]
  - 瀬戸内海放送[6]
  - 広島ホームテレビ[6]
  - 九州朝日放送[7]
- 以下、日曜 10:00 - 10:30（遅れネット）
  - 青森放送[8]
  - 岩手放送[8]
  - 秋田放送[9]
  - 山形放送[10]
  - 福島中央テレビ[2]
  - 信越放送[11]
  - 北日本放送[12]
  - 北陸放送[12]
  - 福井放送[12]
  - 山梨放送[13]
  - 静岡放送[13]
  - 日本海テレビ[14]
  - 山口放送[15]
  - 四国放送[16]
  - 南海放送[15]
  - 高知放送[15]
  - 長崎放送[7]
  - 熊本放送[7]
  - 大分放送[15]
  - 宮崎放送[17]
  - 南日本放送[17]
  - 琉球放送[18]